# Simone de Oliveira
Simone de Macedo e Oliveira, nota semplicemente come Simone de Oliveira (Lisbona, 11 febbraio 1938), è una cantante e attrice portoghese.
Ha rappresentato il Portogallo sia all'Eurovision Song Contest 1965 e 1969, rispettivamente con i brani Sol de inverno, con il quale si è classificata 13ª, e Desfolhada portuguesa, con il quale si è classificata 15ª, sia al Festival OTI 1980, con A tua espera, classificandosi 14ª.

## Biografia
Simone nacque a Lisbona da Guy de Macedo e Oliveira, direttore di una fabbrica di origini portoghesi e saotomensi, e sua moglie Maria do Carmo Tavares Lopes da Silva, impiegata in CTT di origini valloni. Cresciuta nella capitale portoghese al fianco della sorella Olga Maria, studiò presso il liceo Filippa di Lancaster (allora esclusivamente femminile).
All'età di 19 anni si sposò, ma convisse con il marito solo tre mesi a causa della violenza domestica, che rivelò nel 2015. Nello stesso periodo le fu infatti diagnosticata la depressione e le fu consigliato di distrarsi in qualche modo. Simone allora si iscrisse al centro di preparazione per artisti dell'emittente radiotelevisiva nazionale.
Sul finire degli anni '50 iniziò la sua carriera musicale in patria e nel 1960 prese parte al Festival da Canção Portuguesa (antenato del Festival da Canção organizzato da RTP) con il brano Nasci contra o vento. Nonostante non si sia classificata sul podio, prese parte all'edizione successiva, che vinse con il brano Ontem e hoje.
Nel 1959 l'etichetta portoghese Alvorada pubblicò un EP con quattro artisti nel quale apparve la stessa Simone con Sempre que Lisboa Canta e nel 1962 debutta nel teatro di rivista.

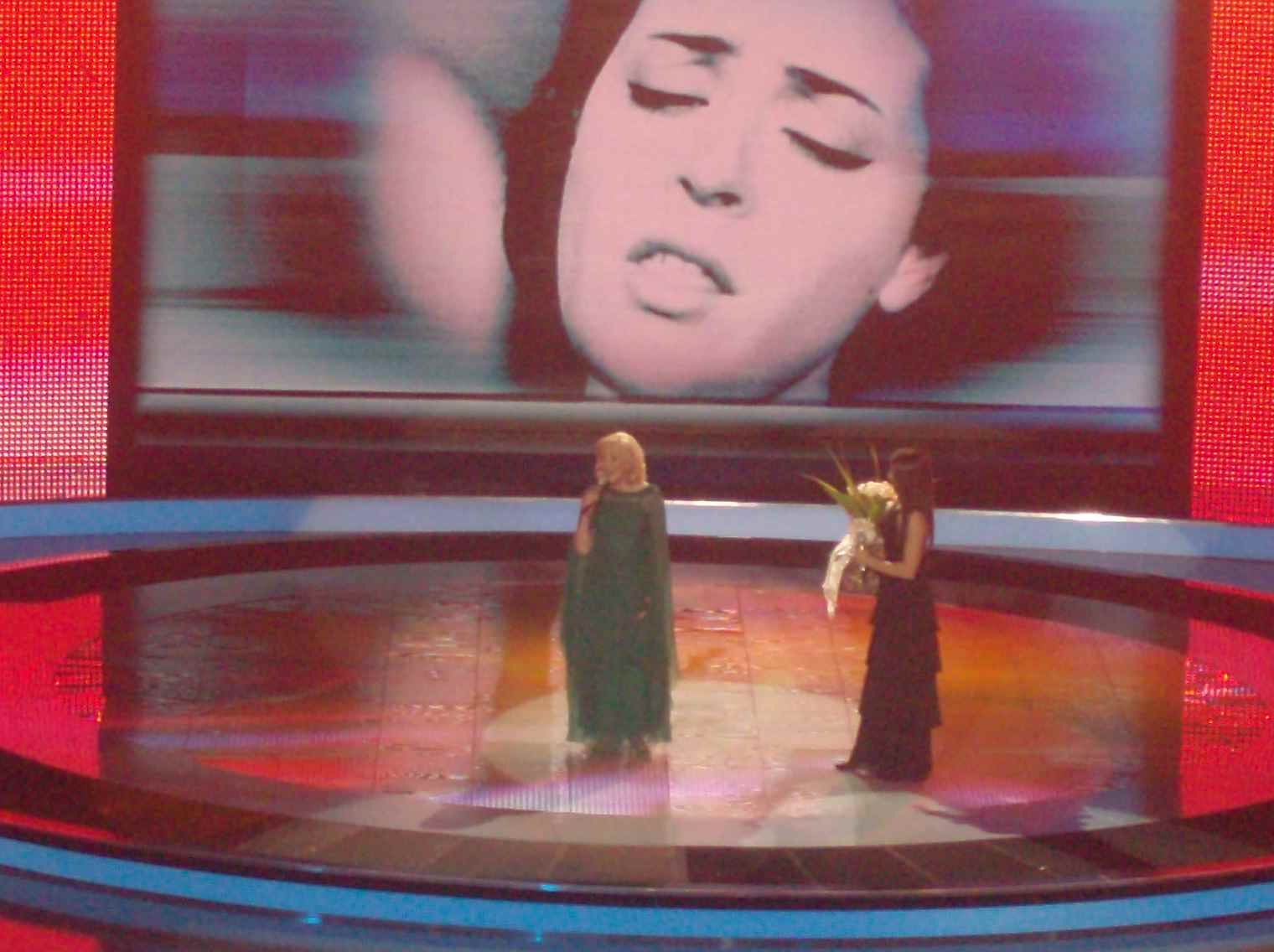
Simone de Oliveira al Festival da Canção 2010

Con il debutto del Portogallo all'Eurovision Song Contest nel 1964, RTP organizzò il primo Festival da Canção, al quale Simone prese parte con Olhos nos olhos, classificandosi 3ª, e Amar é ressurgir, classificandosi 8ª. L'anno successivo vi prese parte nuovamente con altri due brani, Silhuetas ao luar e Sol de inverno, con il quale vinse la manifestazione e rappresentò il Portogallo all'Eurovision Song Contest 1965, ospitato dalla città italiana di Napoli. Esibitasi 12ª sotto la direzione d'orchestra del connazionale Fernando de Carvalho, ottenne un solo punto e raggiungendo il 13º posto.
Il suo successo risultò nella selezione da parte di una giuria, nella quale era presente Amália Rodrigues, per partecipare al Festival Internacional da Canção 1966 ospitato dal Maracanãzinho di Rio de Janeiro, dove con il brano Começar de Novo guadagnò un 4º posto nella sezione internazionale del festival.
Nel 1988 riuscì a sopravvivere ad un tumore alla mammella, contro cui dovette combattere nuovamente nel 2007. Per questo nel 2012 le è stato consegnato il "Narciso di cristallo" dalla Liga Portuguesa Contra o Cancro.

## Vita privata
Tra gli anni '50 e '60 ha avuto una relazione con António José Coimbra Mano, da cui ha avuto due figli:  Maria Eduarda de Macedo Coimbra Mano (15 agosto 1959) e António Pedro de Macedo Coimbra Mano (30 giugno 1961).
Nel 1989 ha sposato l'attore Alberto Varela Silva, morto nel 1995 a causa di un infarto dopo un lungo periodo di lotta contro il cancro

## Discografia

### Album
- 1966 - A Voz E Os Êxitos
- 1974 - Nunca Mais A Solidão
- 1976 - As Palavras Que Eu Cantei
- 1981 - Simone
- 1981 - Ao Vivo No Hotel Altis
- 1984 - Mulher, Guitarra
- 1992 - Algumas Canções do Meu Caminho
- 2004 - Intimidades
- 2013 - Pedaços de Mim
- 2014 - Simone de Oliveira

### Singoli
- 1961 - Ontem e hoje
- 1965 - Sol de inverno

## Filmografia

### Cinema
- Canção da saudade (1964)
- Julgamento (2007)
- Colo, regia di Teresa Villaverde (2017)

### Televisione
- Passerelle (1988-1989) - telenovela
- Os Andrades (1995) - serie TV, 1 episodio
- Roseira Brava (1996) - telenovela
- Liberdade 21 (2008)
- Louco Amor (2012-2013)
- Mundo ao Contrário (2013)